# ホンダ・パイロット (ATV)
パイロット（Pilot）は、本田技研工業が生産・販売していた4輪ATVである。

## 概要
本田技研工業が輸出用に1976年から1985年の間 生産していた1人乗りATVのオデッセイの後継として、1989年から1990年の間 北米などで発売された。FL400Rの名称でも知られている。
FL400Rの名称が示すように、2サイクル単気筒 397ccのエンジンが搭載されていた。